# Vinařská krajina Piemontu
Vinařská krajina Piemontu - Langhe-Roero a Monferrato (italsky Paesaggio vitivinicolo del Piemonte: Langhe-Roero e Monferrato) je název jedné z italských kulturních památek, které jsou zapsány na seznamu světového dědictví UNESCO. Jedná se o 10 789 ha kulturní krajiny jihovýchodního Piemontu mezi řekou Pád a Ligurskými Apeninami s velkým množstvím vinic, která patří k nejdůležitějším italským vinařským oblastem. Zápis na seznam UNESCO zdůrazňuje i řadu technických a ekonomických procesů souvisejících s vinohradnictvím a vinařstvím. Pěstování vinné révy v oblasti je prokázáno již od 5. století př. n. l., kdy se zde potkávaly kultury Etrusků a Keltů.

## Fotogalerie

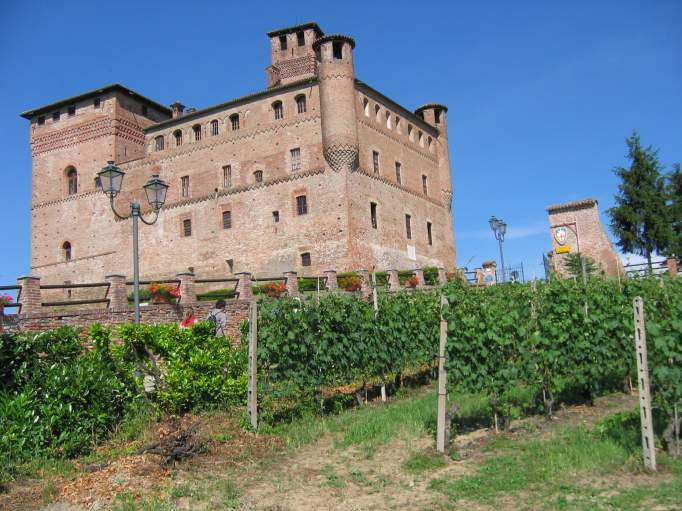
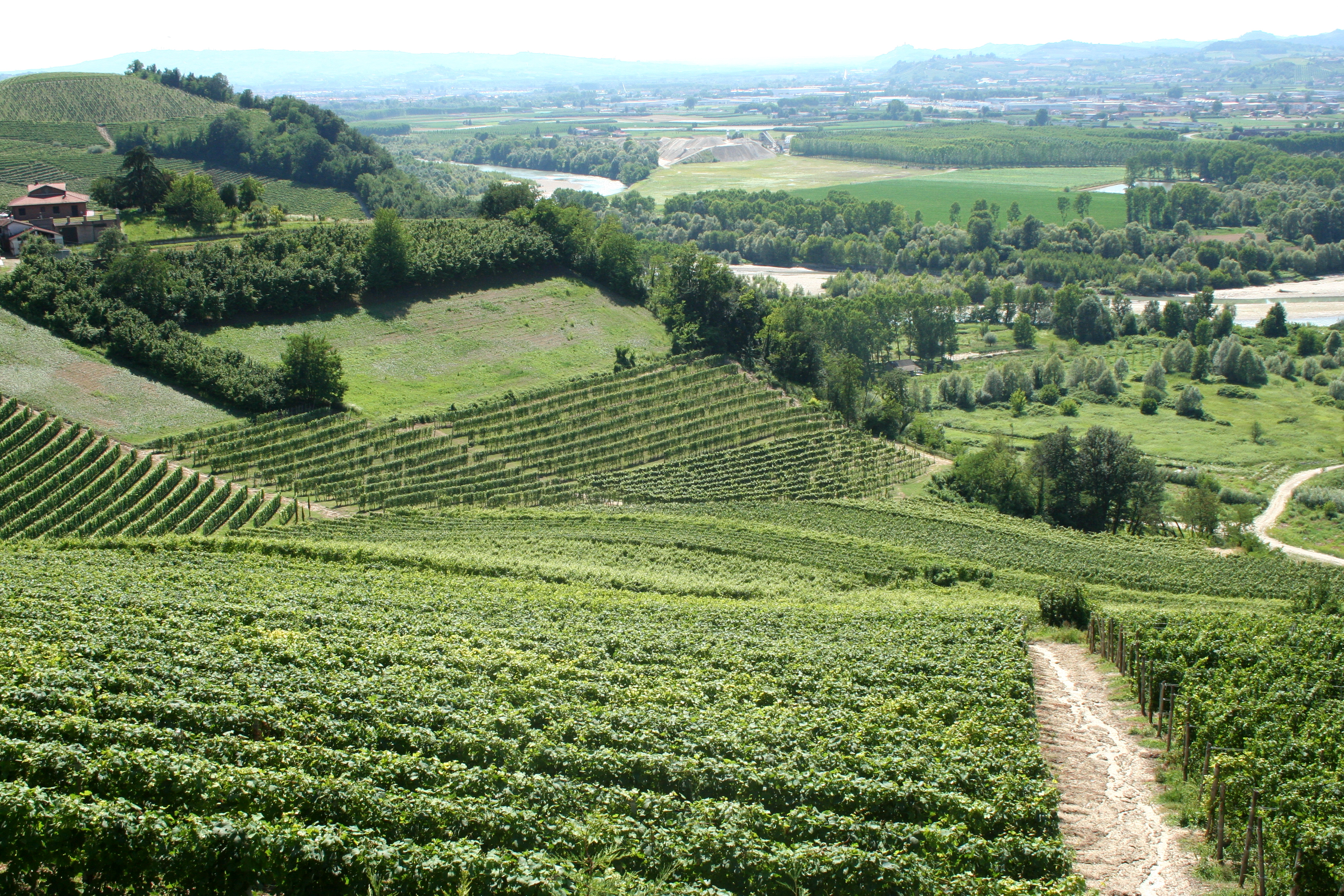
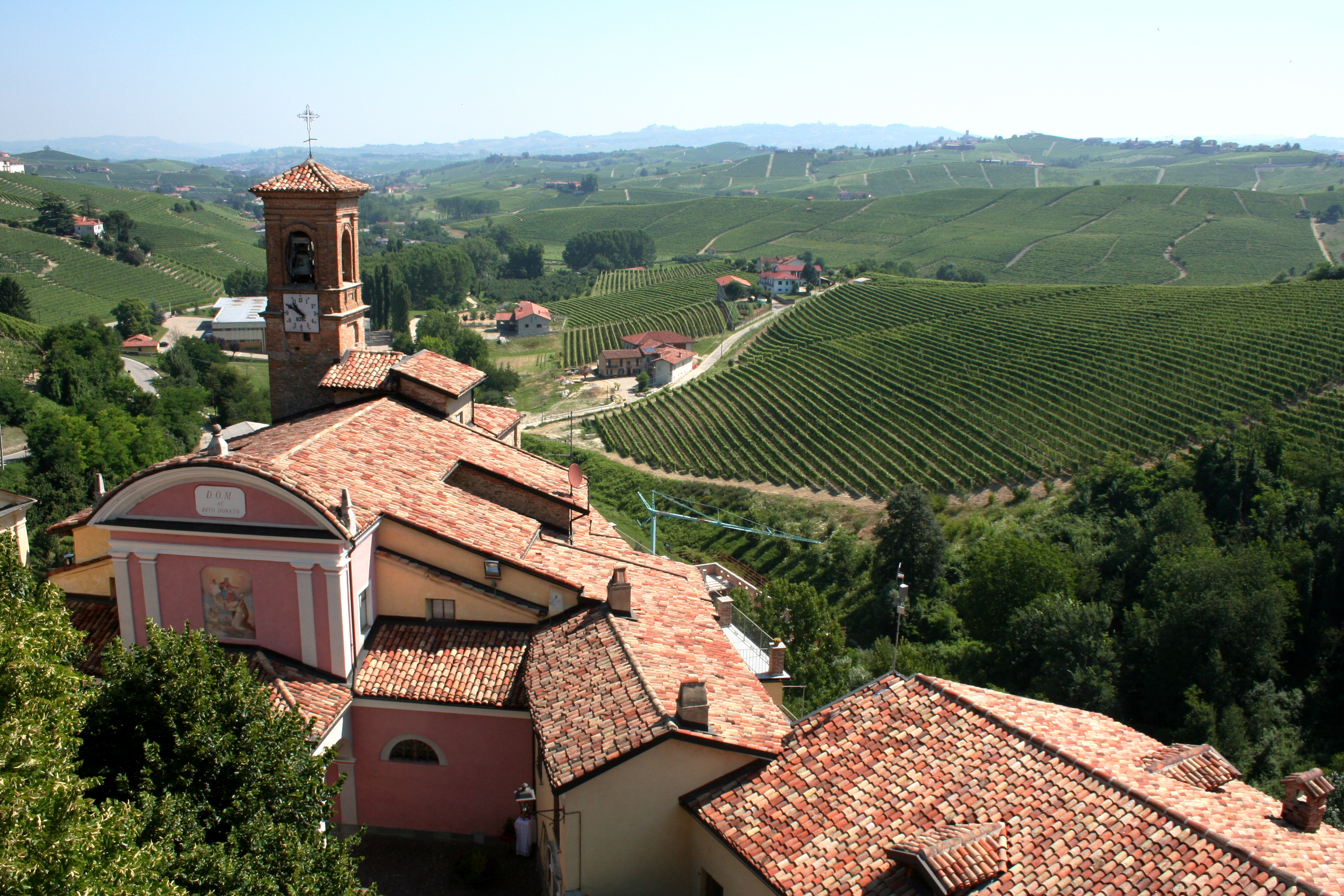
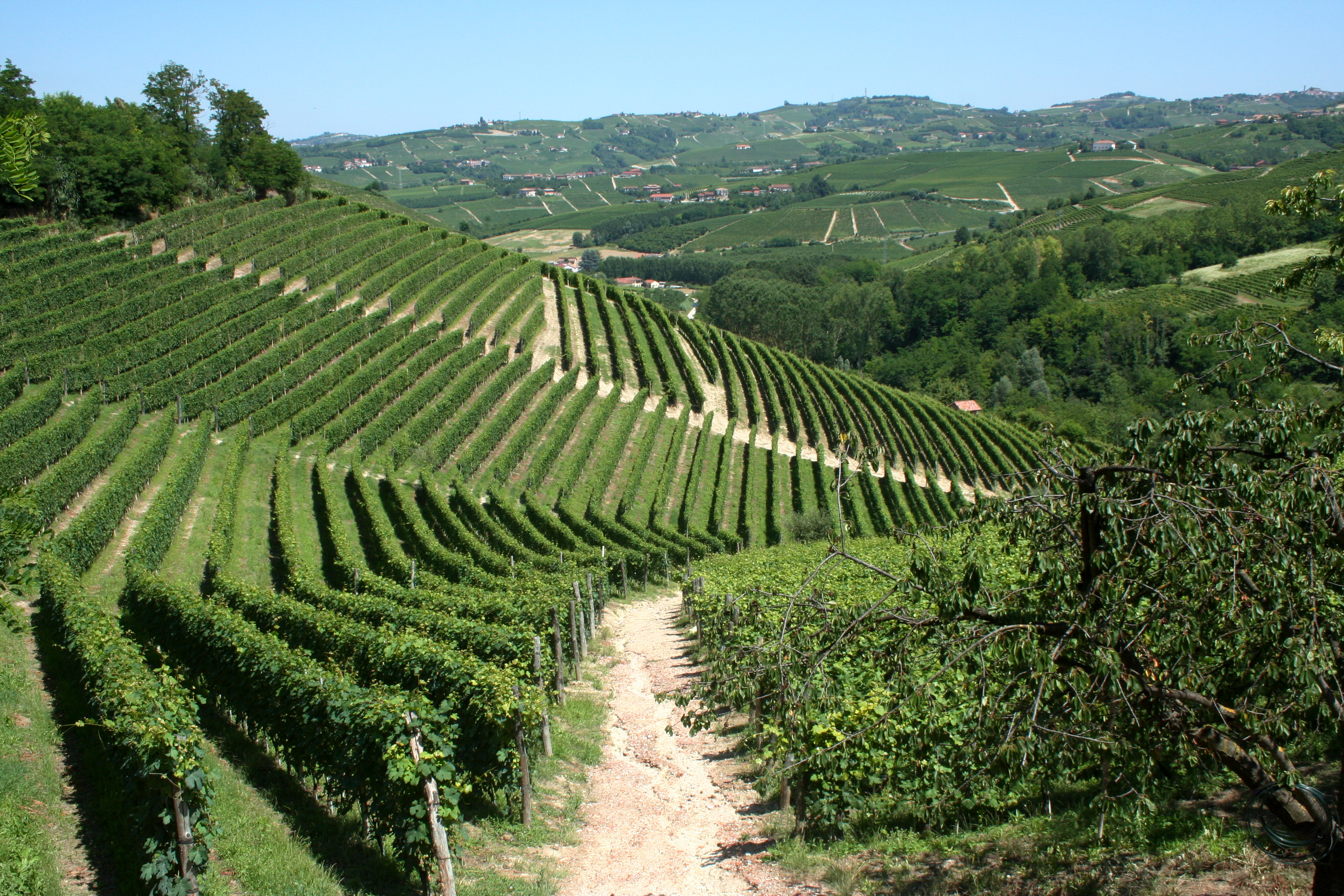